# Charles Oakeley, 1. Baronet

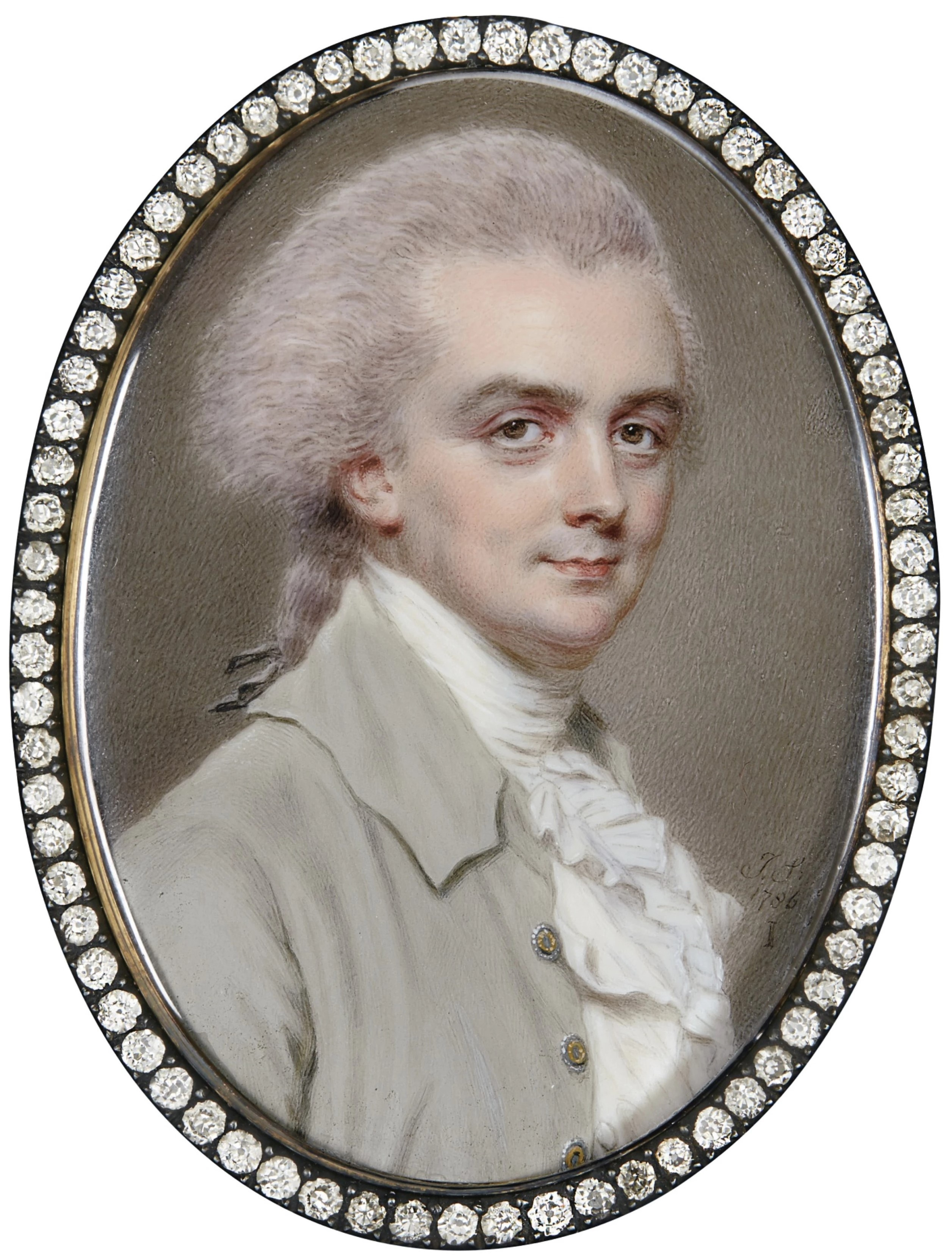
Charles Oakeley, 1786

Sir Charles Oakeley, 1. Baronet (* 27. Februar 1751 in Forton, Staffordshire; † 7. September 1826 in Lichfield, Staffordshire) war ein britischer Kolonialgouverneur.

## Leben
Er war der zweite Sohn des Rev. William Oakeley († 1803), anglikanischer Pfarrer von Forton in Staffordshire, aus dessen Ehe mit Christian Strachan († 1790), Tochter des Sir Patrick Strachan. Er besuchte die Shrewsbury School und erhielt er über eine Freundin seines Vaters, die Gattin des Robert Clive, 1. Baron Clive, eine Nominierung für eine Stelle als „Schreiber“ für die Niederlassung der Britischen Ostindien-Kompanie in Madras. Er wurde im Oktober 1766 ernannt und kam am 6. Juni 1767 in Madras an und diente dort zunächst als Assistent des Sekretärs der Zivilabteilung. Im Januar 1773 wurde er selbst zum Sekretär der Zivilabteilung befördert. Im Mai 1777 wechselte der auf den Posten des Sekretärs der militärischen und politischen Abteilung, verbunden mit den Ämtern eines Generalstaatsanwalts und eines Übersetzers. Oakeleys Vorgesetzte würdigten seinen Fleiß, doch im November 1780 musste er aus gesundheitlichen Gründen von diesem Amt zurücktreten.
Nachdem es Lord Macartney, dem Gouverneur von Madras, im Sommer 1781 gelungen war, vom Nawab von Arcot eine Abtretung seiner Einnahmen zur Deckung der Kosten des Krieges gegen Haidar Ali in der Karnatikregion zu erreichen, wurde Oakeley im Januar 1782 zum Vorsitzenden eines Komitees zur Beaufsichtigung der Einziehung dieser Einnahmen ernannt. Trotz der Feindseligkeit der Bediensteten und Untertanen des Nawabs und des großen Ausmaßes von Haidar Alis Eroberungen in den Gebieten des Nawab gelang es dem ihm, den Beitrag Arcots zum Kriegsfonds von 1¼ Pagoden auf fast 44 Pagoden zu erhöhen. Der größte Teil davon wurde zur Verpflegung der Madras Army verwendet, aber ein beträchtlicher Überschuss wurde nach Kriegsende im März 1784 dem Nawab zurückerstattet. Für diese Dienste wurde dem Komitee vom Generalgouverneur von Indien und dem Rat von Bengalen öffentlich gedankt.

Wappen des Sir Charles Oakeley, 1. Baronet

Im April 1786 ernannte ihn der neue Gouverneur Sir Archibald Campbell zum Vorsitzenden der neuen Finanzbehörde von Madras. Familienangelegenheiten zwangen ihn jedoch, Anfang 1788 zurückzutreten, und im Februar 1789 segelte er nach Großbritannien. Obwohl er schon seit 22 Jahren in Indien war, fehlte ihm immer noch der nötige Dienstrang im Rat, so dass er kaum mit der Beförderung in Gouverneursamt gerechnet hatte. Pitt und Dundas, denen Campbell ihn empfohlen hatte, drängten ihn jedoch zur Rückkehr, und nachdem das Direktorium der Ostindien-Kompanie 1789 seine hohe Wertschätzung für seine Verdienste zum Ausdruck gebracht hatte, wurde er im April 1790 zum Nachfolger von General William Medows als Gouverneur von Madras ernannt und wurde am 5. Juni 1790 auch in der Baronetage of Great Britain als Baronet, of Shrewsbury in the County of Salop, geadelt. Es wurde erwartet, dass Medows auf den Posten des Generalgouverneurs von Indien und Gouverneurs von Bengalen versetzt würde, und Oakeley wurde dementsprechend in London als Gouverneur vereidigt. Doch als die Nachricht vom Ausbruch des Dritten Mysore-Kriegs gegen Tipu Sultan eintraf, wurde Medows’ Versetzung verschoben und Oakeley wurde dessen Stellvertreter im Rat von Madras. Er kam am 15. Oktober 1790 in Madras an und übernahm, während General Medows im Felde die Madras Army anführte, in dessen Abwesenheit kommissarisch die Leitung der Zivilverwaltung von Madras. In dieser Aufgabe war er mit den Herausforderungen konfrontiert, dass einerseits die ständigen und großen Bedürfnisse Armee befriedigt werden mussten und andererseits das Finanzpolster des Fiskus von Madras nur gering war. Anstatt nun Kredite aus Bengalen oder Europa aufzunehmen, reformierte Oakeley die Verwaltung in Madras, um die das Vertrauen der Öffentlichkeit in die Kreditwürdigkeit der Regierung zu stärken. Er kürzte die Ausgaben, erzwang eine effizientere Einnahmeneinziehung und forderte vom Raja von Travancore einen Zuschuss von 10 Lakhs Rupien pro Jahr mit der Begründung, dass die Ostindien-Kompanie ihn gegen Tipu Sultan verteidigte. Noch wirkungsvoller war die Wiederaufnahme der Barzahlungen für alle militärischen und öffentlichen Verpflichtungen, die zuvor nur bei den dringendsten Schulden geleistet worden waren. Die einzige Ausnahme, die er machte, betraf sein eigenes offizielles Gehalt, das bis Kriegsende unbezahlt blieb, obwohl Oakley zur Deckung seiner eigenen Privatausgaben zwischenzeitlich Darlehen zu 12 Prozent Zinsen aufnahm.
Diese Maßnahmen zeigten gerade rechtzeitig Wirkung, denn nach anfänglichen Misserfolgen musste die Madras Army auf dem Rückzug große Teile des Trosses zurücklassen. Oakeleys Reformen ermöglichten es der Regierung von Madras, dem im Mai 1791 mit Verstärkungstruppen aus Bengalen eintreffenden Generalgouverneur Charles Cornwallis, 2. Earl Cornwallis, der die Führung der Armee übernahm, die benötigten Mengen an Zugvieh, Vorräten und Geldern bereitzustellen. Lord Cornwallis erkannte den Wert dieser Hilfe, und die Präsidentschaft Bengalen profitierte stark von der Fähigkeit Madras’, einen so großen Teil der Last zu tragen. Nach Kriegsende im März 1792 verließ General Medows im August Madras und Oakeley übernahm die volle Autorität als Gouverneur.
Oakeley konzentrierte seine Tätigkeit weiterhin auf die Stärkung der Einnahmen der Finanzverwaltung. Als im Juni 1793 Indien die Nachricht vom Ausbruch des Ersten Koalitionskrieges gegen Frankreich erreichte, wurde dementsprechend umgehend eine voll ausgerüstete Armee gegen deren Hauptsitz Pondicherry entsandt und 5 Lakhs Pagoden (ca. 1.750.000 Rupien) nach Bengalen überwiesen, ohne die Kreditwürdigkeit der Regierung zu beeinträchtigen. Der Pondicherry-Feldzug wurde von Oakeleys Regierung geplant und geleitet und war tatsächlich auf Oakeleys eigene Verantwortung unverzüglich nach Erhalt der Nachricht vom Kriegsausbruch in Marsch gesetzt worden, einige Wochen bevor entsprechende Befehle aus Großbritannien eintrafen. Der Feldzug wurde mit dem Fall von Pondicherry im August 1793 erfolgreich abgeschlossen. Am 7. September 1794 übergab Oakeley das Gouverneursamt an Robert Hobart, Lord Hobart und kehrte nach Großbritannien zurück, wo er am 5. August 1795 den Dank des königlichen Hofes für seine herausragenden Verdienste erhielt. Nicht zuletzt seine Einnahmenarbeit, die, so schmerzhaft ihre unmittelbaren Auswirkungen auf die Bevölkerung auch sein mochten, legte den Grundstein für ein modernes Regierungssystem in der Region Madras.
Zurück in der Heimat ließ sich Oakeley im Anwesen The Abbey in Shrewsbury nieder, in der Nähe seines Vaters, der inzwischen Pfarrer der Gemeinde Holy Cross in Shrewsbury war, und lebte dort, bis er 1810 in den Bishop’s Palace in Lichfield zog. William Pulteney hatte ihm während seines Besuchs in Großbritannien im Jahr 1789 einen Sitz im House of Commons angeboten, Oakeley hatte das Angebot jedoch abgelehnt. Kurz nach seiner endgültigen Rückkehr wurde er informell gefragt, ob er bereit sei, für das Amt des Generalgouverneurs von Indien in Betracht gezogen zu werden, auch dies lehnte er ab. Von Zeit zu Zeit korrespondierte er mit Dundas über indische Angelegenheiten, beschäftigte sich jedoch größtenteils mit klassischen Studien und der Ausbildung seiner Söhne. 1803 wurde er Lieutenant-Colonel der Shrewsbury Volunteers, eines Freiwilligen-Milizinfanterieregiment, das anlässlich einer befürchteten Invasion durch Napoleon Bonaparte in Shrewsbury aufgestellt wurde.
Da er mit der Bildungsarbeit des zeitweise in Madras ansässigen Pädagogen Andrew Bell (1753–1832) vertraut war, half er beim Aufbau der Schulen der National Society for Promoting the Education of the Poor in the Principles of the Established Church in England and Wales in Shrewsbury und Lichfield nach dem Bell-System. 1825 wurde Oakeley die Ehrendoktorwürde eines Doctor of Civil Law der Universität Oxford verliehen.

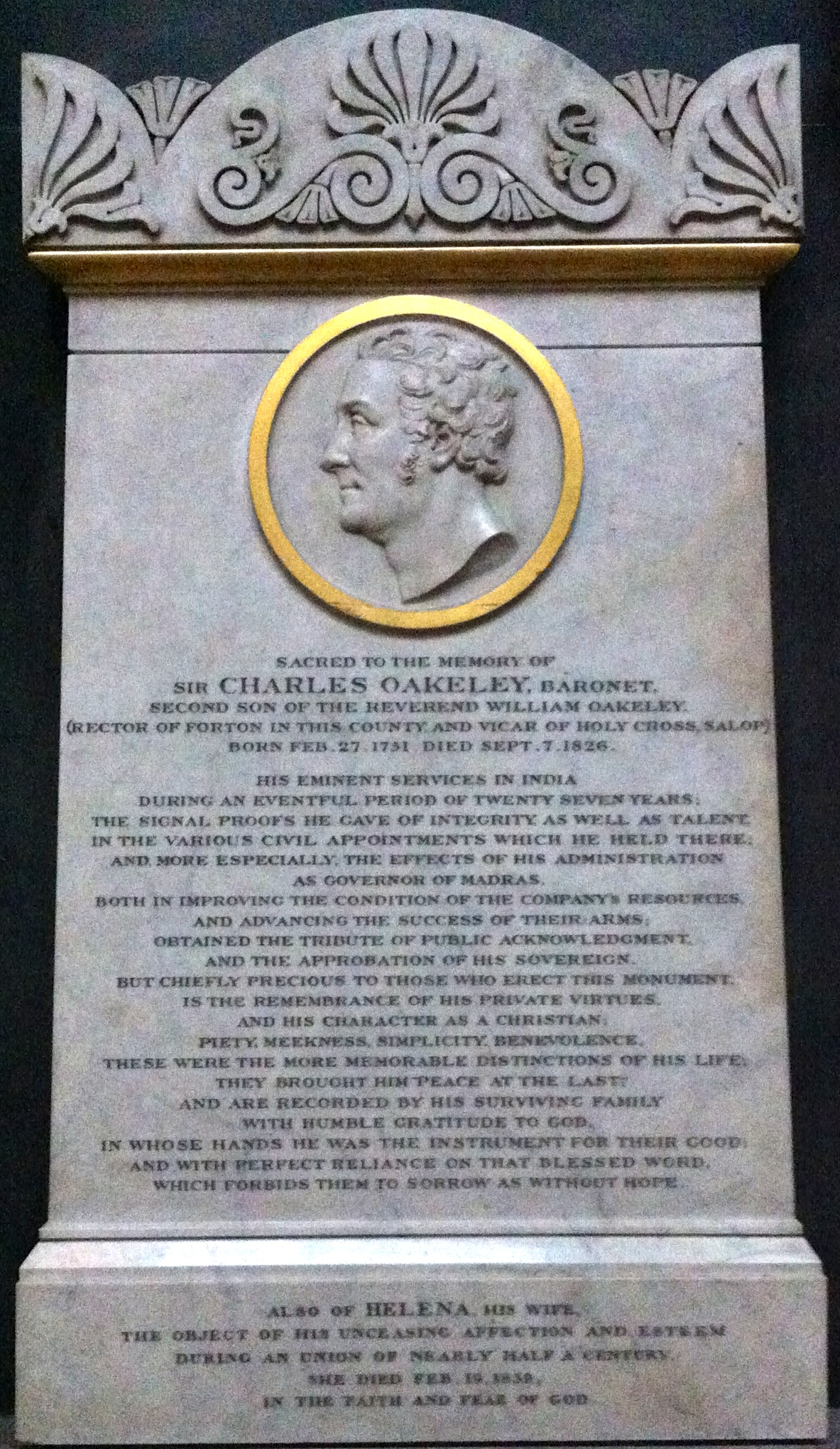
Denkmal für Charles Oakeley in der Kathedrale von Lichfield

Er starb 1826 im Alter von 75 Jahren in seinem Anwesen Bishop’s Palace in Lichfield und wurde in Forton beigesetzt. In der Kathedrale von Lichfield wurde ihm ein Denkmal errichtet.

## Ehe und Nachkommen
Am 19. Oktober 1777, heiratete er die Pastellmalerin Helena Beatson (1762–1839), die einzige Tochter des Autors Dr. Robert Beatson, aus Kilrie in Fifeshire. Mit ihr hatte er elf Kinder:
- Sir Charles Oakeley, 2. Baronet (1778–1829)[4], ⚭ 1820 Charlotte Françoise Auguste Gisberte Ramadier de Lormet;
- Henry Oakeley (1787–1826), Richter am Obersten Gerichtshof von Kalkutta, ⚭ Laura Ravier;
- Amelia Oakeley (1789–1878), ⚭ Chappel Woodhouse;
- Rev. Sir Herbert Oakeley, 3. Baronet (1791–1845)[4], ⚭ 1826 Atholl Keturah Murray-Aynsley;
- Edward Oakeley (1796–1870);
- William Oakeley (1798–1834), ⚭ 1827 Mary Maria Miles;
- Frederick Oakeley (1802–1880), römisch-katholischer Kanoniker von St. George’s, Westminster;
- Georgina Oakley († nach 1826), ⚭ Roger Kynaston;
- Henrietta Oakeley († 1868), ⚭ 1814 J. Mott;
- Louisa Oakeley († nach 1826), ⚭ 1806 George Reid;
- eine weitere Tochter († nach 1826).